# هتل فلسطین
هتل فلسطین (به عربی: فندق فلسطین) با نامِ پیشین می‌ریدیان یک هتل ۱۸ طبقه در بغداد، واقع در میدان فردوس است که به سبکِ ایشتار است؛ به همین خاطر مورد علاقه روزنامه نگاران و عکاسان است. این هتل مشرف به رود دجله‌است و در ساحل شرقی آن واقع شده‌است، چند صد متر در جنوب هتل بغداد.